# Frédéric Cailliaud

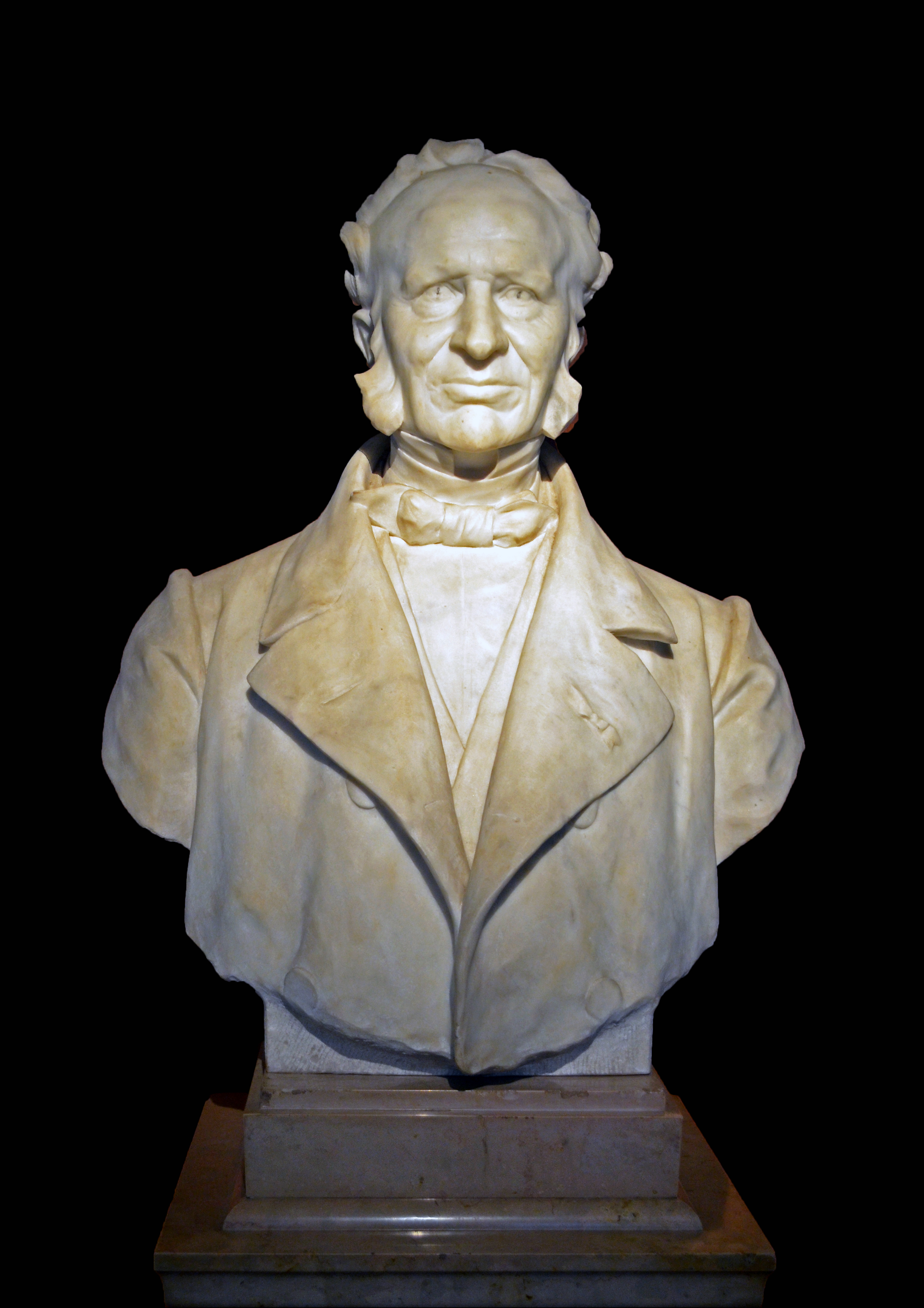
Frédéric Cailliaud

Frédéric Cailliaud (* 9. Juni 1787 in Nantes; † 1. Mai 1869 ebenda) war ein französischer Afrikaforscher.
Als Goldarbeiter bereiste Cailliaud Belgien, Holland und Italien. Von Sizilien aus unternahm er eine Fahrt nach Griechenland und Konstantinopel. 1815 kam er nach Ägypten und ging mit Drovetti den Nil bis zum 2. Katarakt aufwärts. Nachdem Mehemed Ali ihn mit der mineralogischen Erforschung des Landes beauftragte, entdeckte Cailliaud 1818 von Edfu aus die Smaragd-Gruben am Dschebel Sebra. Im November 1819 reiste er von Fajum in die Oasen Siwa, Bahariyya, Farafra, Dachla und Charga. Anfang 1820 kam er wieder am Nil an.
Auf dem anschließenden Feldzug von Ibrahim Pascha konnte Cailliaud die ersten genaueren Erkenntnisse der Gegenden um Fazogli und Sannar im Sudan erhalten. Nach diesen Reisen kehrte er nach Frankreich zurück und arbeitete seit 1836 bis zu seinem Tod als Konservator am Museum seiner Vaterstadt.
Frédéric Cailliaud starb am 1. Mai 1869 in Nantes.

## Werke
- Voyage à Meroë: au fleuve Blanc, au-delà de Fazoql dans le midi du royaume de Snnâr à Syouah tc. 4 Bde. Paris (1823–27), mit Atlas
- Recherches sur les arts et métiers, les usages de la vie civile et domestique des anciens peuples de l’Égypte, de la Nubie et de l’Èthiopie. 2 Bde. Paris (1822 ff.)
- Voyage à l’Oasis de Thèbes etc. 2 Bde. Paris (1823)